# 魔古爾劍

安格馬巫王以魔窟劍刺傷佛羅多。

魔窟劍（Morgul-blade）是托爾金（J. R. R. Tolkien）作品《魔戒》裡一種附有法力的劍刃，為安格馬巫王的武器。
哈比人佛羅多·巴金斯（Frodo Baggins）攜帶至尊魔戒（One Ring）趕赴瑞文戴爾（Rivendell）期間，在風雲頂遭到前來追擊的戒靈（Nazgûl）之首安格馬巫王以魔窟劍刺傷。魔窟劍的碎片殘留在佛羅多體內，並向佛羅多的心臟移動，意圖使佛羅多變成死靈。在瑞文戴爾，愛隆王（Elrond）把碎片移除，治癒了佛羅多的創傷，但每年在被刺傷那日，佛羅多都會感到非常不適。只有前往艾爾達瑪（Eldamar），才可完全根治。
阿夕拉斯（Athelas）可延緩魔窟劍帶來的毒性傷害，這種藥草也可用作醫治其他的魔多（Mordor）疾病。
第十一任剛鐸攝政王（Steward of Gondor）波羅莫一世亦是魔窟劍的劍下亡魂，他被魔窟劍所傷，傷重而死，並沒有變成死靈。

## 改編描述
在彼得·傑克森執導的《魔戒首部曲：魔戒現身》裡，魔窟劍有十六吋長。
魔戒前傳電影《哈比人：意外旅程》裡，褐袍巫師瑞達加斯特在多爾哥多擊敗了巫王且獲得魔窟劍，並在食人妖森林把它交給灰袍巫師甘道夫；隨後甘道夫於瑞文戴爾向聖白議會成員出示魔窟劍，試圖要讓其他人正視黑魔王索倫的再生。